# Miramare (zámek)

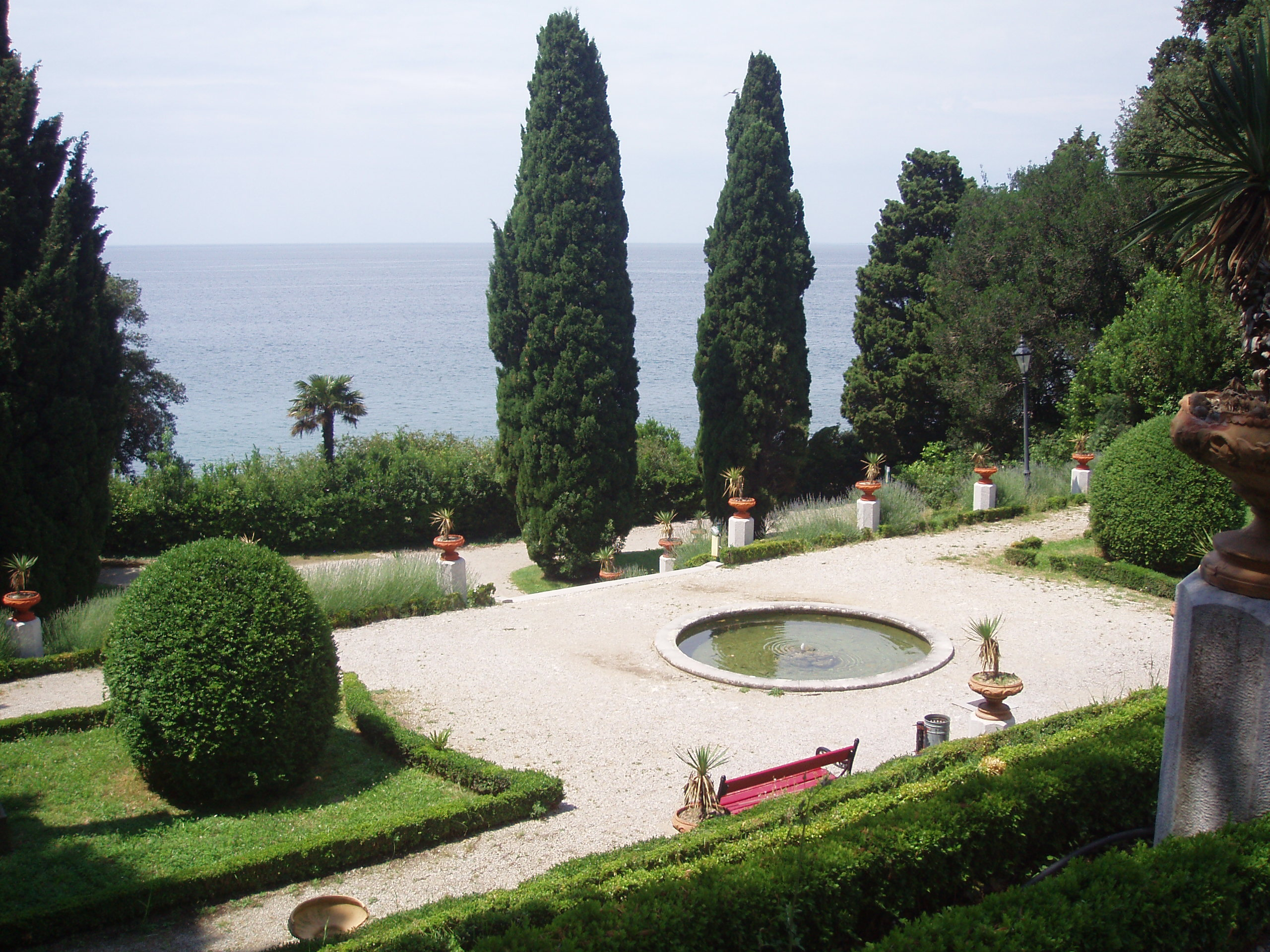
Miramare – zámecký park

Zámek Miramare (italsky Castello di Miramare) se nachází na italském pobřeží Jaderského moře ve vzdálenosti 7 kilometrů severozápadně od centra Terstu. Je spojen s osobou rakouského arcivévody a pozdějšího mexického císaře Maxmiliána, mladšího bratra rakouského císaře Františka Josefa I.

## Dějiny
Arcivévoda Maxmilián se do Terstu přistěhoval roku 1855, rok poté, co byl jmenován vrchním velitelem rakouského válečného loďstva. Bydlel nejdříve jednak ve vile Lazarovič na návrší San Vito a v letech především v Miláně, protože byl místokrálem lombardsko-benátským, ale chtěl mít v Terstu větší rezidenci. Dal zámek Miramare postavit jako sídlo pro sebe a svoji tehdejší snoubenku Charlottu. Stavba probíhala v letech 1856–1860 podle projektu vídeňského architekta Carla Junkera. Původní Junkerův návrh arcivévoda zamítl a obrátil se na architekta Giovanniho Berlama z Terstu. Ani jeho návrh však nevyhovoval představám zadavatele, který schválil až druhý návrh Carla Junkera, do něhož sám zasáhl. Zámek ve stylu tudorovské gotiky měl architektonický vzor ve vídeňském Arsenalu, podobá se také českému zámku Hluboká nebo přestavbě moravského zámku Nový Světlov z let 1846–1856 vídeňského architekta Eduarda Kuschera.
Interiéry zámku navrhl a prováděl Franz Hofmann a jeho syn Julius. Jedno křídlo v přízemí napodobuje malými místnostmi s nízkými stropy a dřevěnými obklady interiér Maxmiliánovy fregaty Novara. Na výzdobě zámku se podílely dvě desítky malířů, sochařů a uměleckých řemeslníků, mj. Ferinand Waldmüller, Francesco Guardi (1712–1793), Cesare Dell’Acqua (1821–1905).Maxmilián se do zámku nastěhoval po sňatku s Charlottou roku 1857, po prohrané bitvě u Solferina se roku 1860 Lombardie připojila ke sjednocené Itálii, Maxmiliánovi zůstalo Furlansko-Julské Benátsko.
Po Maxmiliánově popravě v roce 1867 jeho manželka Charlotta zešílela a byla umístěna nejdříve v zahradním domku zámeckého areálu v Miramare. Po dvou letech ji bratr odvezl do Bruselu.

### Letní rezidence Habsburků (1869–1914)
Zámek jako příležitostnou rezidenci využívali členové širší rodiny Habsburků. Nejméně 14krát zde pobývala císařovna Alžběta, častým hostem byl při svých námořních cestách velkovévoda Ludvík Salvátor Toskánský, zaznamenány jsou také pobyty následníka trůnu, velkovévédy Rudolfa a Františka Ferdinanda d'Este s rodinou.
V roce 1883 byl správcem zámku jmenován polárník a námořní důstojník ve výslužbě Eduard Orel, který zde také roku 1892 zemřel.

### 1914–1954
Po zahájení 1. světové války byl zámek vystěhován a mobiliář rozvezen na zámky Schönbrunn a Hofburg. Roku 1924 se zařízení vrátilo zpět a roku 1928 byl zámek krátkodobě zpřístupněn veřejnosti. Mezi léty 1932 a 1937 první patro zámku obýval Amadeo Savojský, 3. vévoda z Aosty, se svou rodinou. V letech 1943-1945 zámek obsadila německá armáda, kterou v letech 1945–1954 vystřídala vojenská centrála NATO.
Roku 1955 byl zámek proměněn v muzeum a společně se zahradní domkem a areálem parku dosud slouží veřejnosti.

## Současnost
V současnosti slouží zámek jako muzeum, přízemí s původními interiéry je věnováno životu a době Maxmiliána a jeho manželky Charlotty, expozice v prvním patře je zaměřena na osobu vévody a generála Amadea z Aosty, který na zámku pobýval před druhou světovou válkou.

## Zámecký park a okolí
V okolí zámku Maxmilián založil dendrologicky hodnotný zámecký park. V parku se dále nachází menší zámek (Castelleto), zakladatele připomíná bronzová socha. Pobřežní ekosystém v okolí zámku je chráněn v rámci přírodní rezervace.